# Nacionalisme sicilià

Bandera utilitzada a les Vespres Sicilianes.

El nacionalisme sicilià és un corrent social, cultural i polític que proposa el reconeixement de Sicília com a nació, bé amb una gran autonomia dins una Itàlia federal o bé com a estat independent com ja ho fou fins al 1816.

## Partits polítics
- Moviment Independentista Sicilià
- Front Nacional Sicilià
- Partit Socialista Sicilià